# Dietrich Mahlow
Dietrich (Dieter) Paul Mahlow (* 19. August 1920 in Seehausen; † 11. Juni 2013 in Darmstadt) war ein deutscher Ausstellungsmacher, Kurator und Direktor verschiedener Museen. Er war damals in seiner interdisziplinären, thematischen und internationalen Arbeit ein Vorreiter und Pionier dessen, was heute den Beruf freier Ausstellungskuratoren, oder „curators“ im Englischen, ausmacht. Seine beruflichen Anfänge waren in den 1950er bis in die 1970er Jahre hinein als Museumsdirektor der Staatlichen Kunsthalle Baden-Baden und Kunsthalle Nürnberg, danach arbeitete er als freier Ausstellungsmacher, Dozent und projektbezogen international in Europa und Südamerika.

## Leben
Dietrich Mahlow studierte Philosophie, Kunstgeschichte, Psychologie und Betriebswissenschaften in Freiburg im Breisgau. und promovierte dort 1955 mit dem Thema: Die Kunst in der Ästhetik. Die Kunst bei G. W. Leibniz und in der Ästhetik A. G. Baumgartens.
Während seiner Studienzeit in Freiburg lernte er Franz Mon kennen, mit dem ihn eine sehr wichtige und lebenslange Freundschaft und der Austausch über Kunst und Ausstellungsprojekte verband. Franz Mon schrieb einen Nachruf über Mahlow in der Frankfurter Allgemeinen Zeitung.
Er lebte und arbeitete in Seeheim-Jugenheim. Er starb 92-jährig im Juni 2013 in einem Darmstädter Krankenhaus.

## Kuratorische Arbeit an der Staatlichen Kunsthalle Baden-Baden
1956 wurde Dietrich Mahlow zu dem Leiter der Staatlichen Kunsthalle Baden-Baden. Unter seiner Leitung (bis 1967) entwickelte sich die Kunsthalle Baden-Baden zu einem Schaufenster der Weltkulturen: sie zeigte – neben monografischen Werkschauen u. a. zu Hans Arp oder Jean Tinguely – Ausstellungen wie Amerikanische Keramik (1960), Das naive Bild der Welt (1961), Schrift und Bild (1962/63) in Kooperation mit Willem Sandberg des Stedelijk Museum in Amsterdam, oder Primitive Textilwirkereien aus Ägypten (1963). Mahlow war seit 1962 mit Margarete Lauter freundschaftlich verbunden und beratend tätig.

### Gesellschaft der Freunde junger Kunst Baden-Baden
1956 initiierte er, zusammen mit dem Journalisten Leopold Zahn und dem Künstler Klaus Jürgen-Fischer, die Gründung der Gesellschaft der Freunde junger Kunst e.V. in Baden-Baden; er übernahm die Geschäftsführung. Die beiden Institutionen kooperierten über zwei Jahrzehnte hinweg eng miteinander.

## Kuratorische Arbeit an der Kunsthalle Nürnberg
1967 wurde Dietrich Mahlow Gründungsdirektor der Kunsthalle Nürnberg. Die Gründung steht in Verbindung mit der Entscheidung der Stadt Nürnberg, eine Sammlung internationaler zeitgenössischer Kunst aufzubauen. Gemeinsam mit dem damaligen Kulturreferenten der Stadt, Hermann Glaser, plante er den Bau eines Museums, das u. a. das neu gegründete Institut für moderne Kunst sowie die noch aufzubauende Sammlung zeitgenössischer Kunst beherbergen sollte.

### Konzept »30 Räume für 30 Künstler«
Visionär war dabei das von ihm entwickelte Konzept »30 Räume für 30 Künstler«, bei dem ausgewählte Künstler in wechselnden Ausstellungen in je einem eigenen Raum präsentiert werden sollten. Die Künstler sollten ihren jeweiligen Raum nach Möglichkeit selbst gestalten. Auch die aufzubauende Sammlung sollte sich auf eine Auswahl von Künstlern konzentrieren, deren Werkentwicklung dokumentiert werden sollte. Als sich 1971 abzeichnete, dass der Neubau vorerst nicht umgesetzt werden würde, beendete Mahlow sein Engagement für die Kunsthalle Nürnberg. Der Sammlungsauftrag des heutigen Instituts für moderne Kunst Nürnberg geht auf das Konzept der »30 Räume für 30 Künstler« zurück.

### Institut für moderne Kunst Nürnberg
1967 gründete Dietrich Mahlow das Institut für moderne Kunst Nürnberg.

## Freie Kuratorische Arbeit

### Südamerika
Von 1975 bis 1978 war Dietrich Mahlow Direktor im Museo de Arte Moderno de Caracas (Venezuela). Auch in Venezuela, war er mit involviert als Kurator in der Vorbereitung des Museo Soto des venezolanischen bildenden Künstlers Jesús Rafael Soto. Für seine Arbeit in Venezuela erhielt er damals einen Orden durch den venezolanischen Präsidenten.

### Biennale von São Paulo
Dietrich Mahlow war mehrere Male Komitee-Mitglied der Biennale von São Paulo.

### Vortragsreisen an Goethe-Instituten
Im Auftrag des Institut für Auslandsbeziehungen e. V. (ifa) machte Dietrich Mahlow in den 1960er und 1970er Jahren mehrere längere Vortragsreisen durch ganz Süd- und Mittelamerika und gab Vorträge über moderne Kunst an Goethe-Instituten und Universitäten, auch in Zeiten eventuell schwieriger politischen Umstände. Im Zusammenhang mit diesen Reisen lernte er damals viele südamerikanische Künstler und Organisatoren und Kuratoren der Kunstwelt kennen die oft zu regem Austausch und Anregungen führten.
Er kuratierte etwa 250 Ausstellungen mit Katalog bzw. Katalogbuch und war Autor bzw. Herausgeber von über dreißig Künstlermonografien und Fernsehfilmen (mit dem Saarländischen Rundfunk und Südwestfunk) u. a. mit und zu DADA, Richard Hülsenbeck, Yves Klein, Jean Tinguely, Tadeuz Kantor, Josef Albers oder Chaos und Ordnung.

## Veröffentlichungen (Auswahl)
- Dietrich Mahlow, Arrigo Lora-Totino: Poesia concreta (indrizzi concreti, visuali e fonetici). (Hrsg.) La Biennale di Venezia, 1969. Katalogbuch zur gleichnamigen Ausstellung.
- Dietrich Mahlow, Umbro Apollonio und Luciano Caramel: Ricerca et Progettazione. (Hrsg.), La Biennale di Venezia, 1970. Katalogbuch zur gleichnamigen Ausstellung.
- Dietrich Mahlow, Oskar Schlemmer, Wladimiro Dorigo: Mostra arte e scena: Mostra di studi teatrali di Oskar Schlemmer. Catalogo ufficiale. [Venezia. 19 settembre-10 ottobre 1965. Sala delle Colonne di Ca'Giustinian]. Biennale di Venezia, 1965
- Dietrich Mahlow: Das naive Bild der Welt. (Hrsg.), Staatliche Kunsthalle, Baden-Baden, 1961
- Dietrich Mahlow, Ingeborg Maurer, Waldemar Stoehr: Arte Colombiano. Kolumbianische Kunst Von Der Frühzeit Bis Zur Gegenwart. 19. August Bis 30. September 1962". Staatliche Kunsthalle Baden-Baden, 1962
- Dietrich Mahlow, Übersetzung: Jeanne Moll: schrift und bild. Typos Verlag, Staatliche Kunsthalle Baden-Baden, 1963 (Katalogbuch zur Ausstellung in Amsterdam und Baden-Baden)
- Dietrich Mahlow, Josua Reichert:  Westöstliche Kalligraphie: 10 Blätter europäischer Schreibmeister u. japan. Kalligraphen. Typos-Verlag, 1962
- Jean Cassou, Dietrich Mahlow: Gustave Moreau. Staatliche Kunsthalle, Baden-Baden, 1964
- Dietrich Mahlow, Rolf-Gunter Dienst: Morris Louis: Ausstellung in der Staatlichen Kunsthalle Baden-Baden vom 10-Mai bis 31. Mai 1965. Staatliche Kunsthalle, Baden-Baden, 1965
- Dietrich Mahlow, Miroslav Lamač, Jiří Kolář: Jiří Kolář: eine Monografie. Institut für moderne Kunst Nürnberg, 1968
- Dietrich Mahlow, Redaktion: Franz Mon, Heinz Neidel: Prinzip Collage, Institut für moderne Kunst, Nürnberg, Luchterhand, Neuwied 1968
- Dietrich Mahlow, Thomas Lehner: Von der Collage zur Assemblage, Institut für Moderne Kunst Nürnberg, 4. April - 12. Mai 1968, Nürnberg, 1968
- Dietrich Mahlow: Wie findet Kunst ihre Öffentlichkeit? Ausstellungen, Sammlungen, Medien. (Hrsg.), Institut für Auslandsbeziehungen, Stuttgart, 1979
- Dietrich Mahlow: 100 Jahre Metallplastik, Bronzeguß, Construction, Materialsprache, Wahrnehmung. Metallgesellschaft AG, Frankfurt/Main, 1981 (zwei Bände)
- Dietrich Mahlow: Spielraum, Raumspiele, Kunstausstellung zu den 2. Frankfurt-Festen in der Alten Oper Frankfurt am Main, 28.8.-10.10. 1982, Volume 1, Frankfurt-Feste (2, 1982), New-Lit. Verlag-Ges., 1982
- Dietrich Mahlow, Klaus Gallwitz: Moderne kunst sehen und erleben. Deutsche Bank AG, Frankfurt am Main, 1985
- Dietrich Mahlow: Auf ein Wort. Aspekte visueller Poesie und visueller Musik. Edition Braus, Heidelberg, 1989
- Franz Mon, Dietrich Mahlow: Knöchel des Alphabets: 33 visuelle Texte. Hochschule für Gestaltung, 1989
- Dietrich Mahlow: Zwischen Chaos und Ordnung: Ausstellung, Filme, Diskurs, Kunsttage Dreieich, 16.9. - 9.10.1994. Städtische Galerie (Dreieich), Kunsttage Dreieich 4, 1994

## Filme (unvollständig)
- JOSEF ALBERS: OPTISCHE MONOGRAPHIE, Deutschland, 1969, 40 min.
- MENSCH UND RAUM: DAS BEISPIEL OSKAR SCHLEMMER, Deutschland 1966, 30 min.
- Bild und Traum. Das Beispiel Bernard Schultze, Deutschland, 1966, 12 min.
- ACHTE INTERNATIONALE GRAPHIK-BIENNALE LJUBLJANA, Saarländischer Rundfunk, Deutschland, 1969
- CHAOSORDNUNG, TV-Essay, SWF, 1992/93, Mitarbeit: Barbara Schober

## Mitgliedschaften
- mehrere Male Komitee-Mitglied der Biennale von São Paulo.
- mehrere Male Komitee-Mitglied der Biennale di Venezia.
- Mitglied der Internationalen Vereinigung der Kunstkritiker (AICA).
- im Beirat des Goethe-Instituts
- Mitglied des Flusser Networks

## Ehrungen
- 1982: Verdienstkreuz am Bande der Bundesrepublik Deutschland
- Jahr nicht genau bekannt (1970er): venezolanischer Orden durch den Präsidenten